# Dolichopus kowarzianus
Dolichopus kowarzianus är en tvåvingeart som beskrevs av Stackelberg 1928. Dolichopus kowarzianus ingår i släktet Dolichopus och familjen styltflugor. Inga underarter finns listade i Catalogue of Life.